# موسیقی سنتی هندوستانی

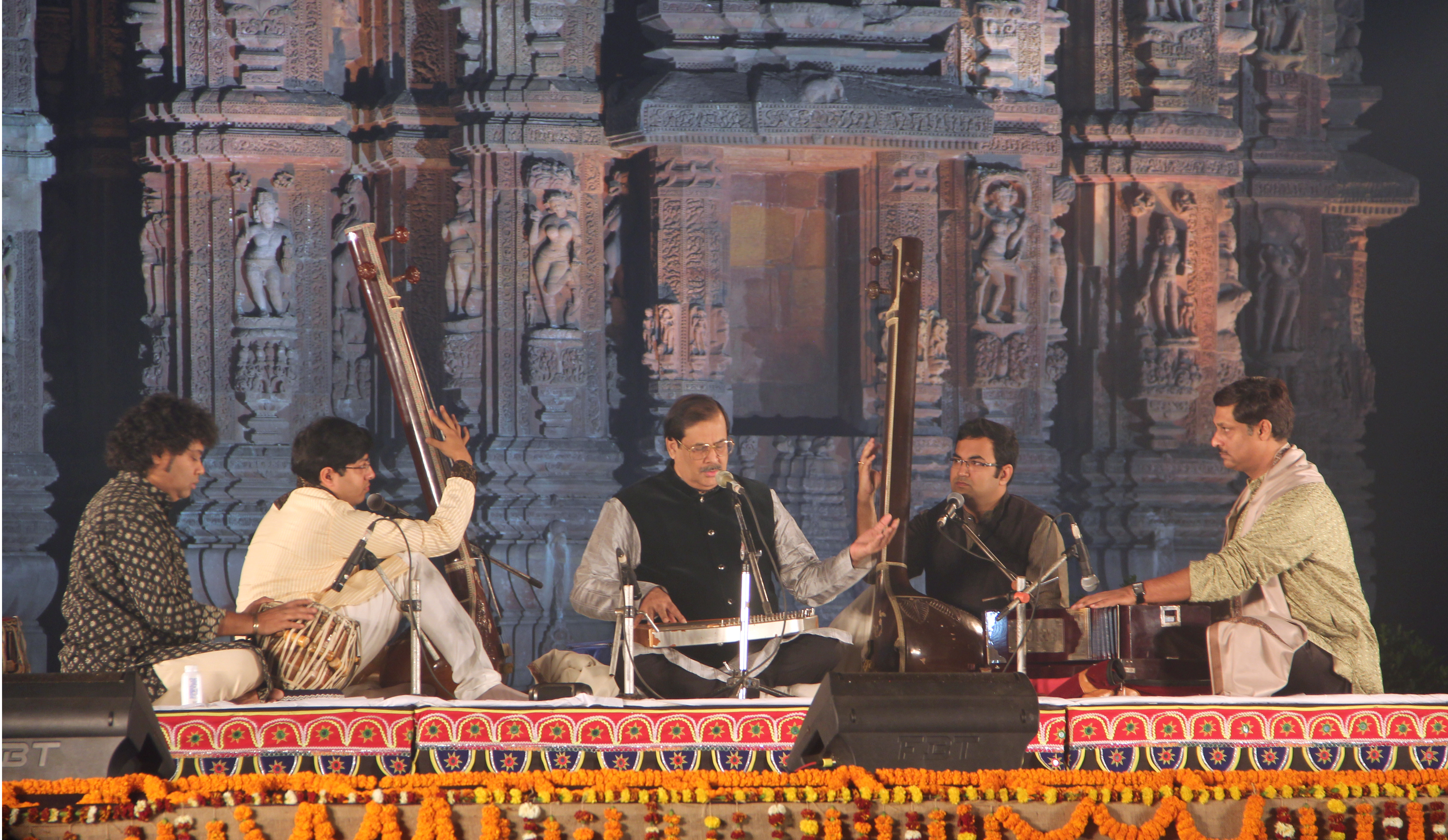
موسیقی سنتی هندوستانی

موسیقی سنتی هندوستانی یک سبک از موسیقی سنتی هند است که نواحی شمالی هند رایج بوده‌است.